# Siostra Emmanuella
Siostra Emmanuella, (fr.) Sœur Emmanuelle, właściwie Madeleine Cinquin (ur. 16 listopada 1908 w Brukseli, zm. 20 października 2008 w Callian we Francji) – zakonnica katolicka zgromadzenia Sióstr Matki Bożej Syjonu. Zasłużona działaczka charytatywna, przede wszystkim w Egipcie, gdzie zajmowała się najuboższymi; często nazywana „małą siostrą gałganiarzy” albo „małą siostrą biednych”. Autorka wielu książek.
Matka jej była Belgijką, a ojciec Francuzem – posiadała oba obywatelstwa. W 1991 prezydent Egiptu Husni Mubarak, w uznaniu jej zasług, przyznał jej również obywatelstwo egipskie.
Wstępując do zakonu Notre-Dame de Sion, przyjęła imię zakonne Emmanuella. Pod tym imieniem stała się znana w mediach; przez wiele lat zajmowała pierwsze miejsce w rankingach popularności we Francji.

## Życiorys

### Młodość
Madeleine Cinquin urodziła się w zamożnej rodzinie zajmującej się przemysłem włókienniczym. Jej ojciec był Francuzem pochodzącym z Calais, a matka Belgijką z Brukseli. Miała korzenie żydowskie poprzez ojca babci, Żyda o nazwisku Dreyfus. Młode lata spędziła na podróżach między Paryżem, Londynem a Brukselą. W 1914, gdy miała 6 lat, była świadkiem śmierci swojego ojca, który utonął w morzu w pobliżu Ostendy. Było to dla niej źródłem głębokiej traumy, a jednocześnie zbliżyło ją do Boga. Wyznała, że właśnie wtedy, w jej podświadomości obudziło się religijne powołanie. Kilka lat później Madeleine Cinquin chciała udać się na Uniwersytet Katolicki do Louvain, ale jej matka sprzeciwiła się temu, uważając, że jest zbyt leniwa i beztroska. Pragnąc ją odwieść od myśli o powołaniu zakonnym, skierowała ją do znajomej przełożonej klasztoru Notre Dame de Sion w Londynie. Madeleine ostatecznie wstąpiła do Notre-Dame de Sion 6 maja 1929. Po studiach filozoficznych i teologicznych, złożyła śluby 10 maja 1931 i wybrała imię zakonne Emmanuelle, które po hebrajsku oznacza „Bóg z nami”.

### Nauczanie
Kariera nauczycielska siostry Emmanuelli zaczęła się w Turcji, w szkole dla młodych dziewcząt w ubogiej dzielnicy Stambułu. Zachorowała tam na tyfus – po wyzdrowieniu, chcąc podziękować siostrom za pielęgnację, siostra Emmanuella wygłosiła wykład o życiu Sulimana Wspaniałego, wywierając duże wrażenie na dyrektorce szkoły, Matce Elwirze, która zdecydowała się zabrać ją na swoją placówkę. Matka Elwira namówiła siostrę Emmanuellę, by nauczała młode zamożne dziewczęta, które będą miały duży wpływ na życie Turcji. Uczyła więc w Liceum Notre Dame de Sion. Po śmierci przełożonej, siostra Emmanuella nie znalazła wspólnego języka z jej następczynią i została wysłana do Tunisu. Od 1954 do 1959 uczyła w Tunezji, zajmując się dziewczętami z Francji mieszkającymi w tym kraju. Trudno było jej jednak odnaleźć się na nowej posadzie, gdyż dziewczęta (którymi się zajmowała w okresie odzyskania przez Tunezję niepodległości), wydawały się jej bardzo powierzchowne. Zaczęła popadać w depresję. Po trzech latach przełożone postanowiły ją przenieść z powrotem do Turcji. Od 1964 do 1971 siostra Emmanuella nauczała w Egipcie, w College de Sion w Aleksandrii. Tu znów trudno jej było zaakceptować zamknięcie uczniów się na problemy społeczne. Zdecydowała więc, by zaprzestać uczenia filozofii i zająć się dziewczętami z ubogiej dzielnicy Bacos. Wtedy właśnie rozpoczyna się jej „zakochanie” w Egipcie.

### Praca charytatywna w Kairze
W 1971, już w wieku emerytalnym, chciała pójść za przykładem XIX-wiecznego belgijskiego misjonarza Ojca Damiana i zająć się trędowatymi w Kairze. Musiała jednak zrezygnować z tego projektu z powodów administracyjnych, ponieważ lazaret znajdował się w strefie wojskowej. Postanowiła więc dzielić swe życie z najbardziej ubogimi i za zgodą władz zakonu, zamieszkała w Ezbet-Al-Nakhl, dzielnicy śmieciarzy, jednej z najbiedniejszych dzielnic Kairu. Współpracując z wieloma lokalnymi kościołami, stworzyła wspólnotę i rozpoczęła liczne projekty dotyczące służby zdrowia, edukacji i ochrony socjalnej, które w efekcie radykalnie poprawiły warunki życiowe śmieciarzy. W 1976 spotkała Sarah Ayoub Ghattas (siostrę Sarę), przełożoną zakonu Ortodoksyjnego Kościoła Koptyjskiego Córek Maryi z Béni-Souef, która za zgodą biskupa Athanasios, założyciela zakonu, postanowiła dołączyć do siostry Emmanuelli w Ezbet-Al-Nakhl i dzielić jej nędzne mieszkanie. W 1977 siostra Emmanuella wydała swoją pierwszą książkę „Chiffonnière avec les chiffonniers” (Gałganiarka z gałganiarzami). W towarzystwie siostry Sary wyjechała w 1978 do Stanów Zjednoczonych w celu zbierania funduszy na swoje dzieła. Po powrocie, w 1980 otworzyły „Centrum Salam”, zainaugurowane przez żonę prezydenta Sadata, tworzyły przychodnie, szkoły, przedszkola, centra kształcenia i kluby socjalne. W 1982, po powierzeniu zarządzania Ezbet-Al-Nakhl młodym zakonnicom ze zgromadzenia siostry Sary, zajmowała się społecznością dzielnicy Mokattam (23 tysiące ludzi, żyjący na śmietnisku w centrum Kairu). W 1984 siostra Emmanuella pomagała pięciu ubogim rodzinom wybudować mieszkania z dala od wysypiska śmieci. Później budowała takie schronienia, z większą ilością pięter, w celu przyjęcia jak największej liczby osób. Korzystając z daru swojej charyzmatycznej osobowości, kontynuowała zbieranie funduszy i doprowadziła do podłączenia w dzielnicach nędzy wody i prądu, a następnie zbudowała jeszcze wiele mieszkań oraz fabrykę kompostu. W 1985 przeniosła się do dzielnicy Meadi Tora, a potem pojechała do Chartumu w Sudanie, by tam tworzyć domy, szkoły, szkółki rolnicze i przychodnie. W 1991, z okazji jej „diamentowych godów” w życiu zakonnym, Prezydent Egiptu Husni Mubarak przyznał jej obywatelstwo egipskie w uznaniu za pracę w Egipcie. W 1993, na prośbę zakonu, siostra Emmanuella definitywnie opuściła Egipt i powróciła do Francji.
Siostra Sara kontynuuje dzieła charytatywne i zarządza rozwojem dzielnicy nędzy Mokattam. Dzięki akcji „Oranges” zostało tam utworzone liceum dla dziewcząt i szkoły techniczne dla chłopców. Przy wsparciu księcia Alberta II Grimaldiego z Monako został wybudowany szpital. 22 lata pracy siostry Emmanuelli pozwoliło objąć skolaryzacją 85 procent dzieci, doprowadzić do zdecydowanego spadku przemocy i zmienić świadomość żyjących tam kobiet.

### Emerytura
Po powrocie do Francji, siostra Emmanuella kontynuowała walkę o rozbudzanie solidarności społecznej. Pisała książki, szczególnie ze swoją siostrzenicą Sofią Strip-River, spotykała się z młodzieżą szkolną, zajmowała się bezdomnymi w ramach działań Stowarzyszenia „Przyjaciele Paoli” we Fréjus oraz organizowała konferencje popularyzujące działalność socjalną. Siostra Emmanuella pozostała też źródłem inspiracji dla założonego przez siebie stowarzyszenia, przekazując mu swoje zasady działania, które przekładane są na codzienną pracę w terenie. „Wykształcić mężczyznę to wykształcić jednostkę, wykształcić kobietę to wykształcić naród”. 1 stycznia 2002 siostra Emmanuella została mianowana przez Jacques’a Chiraca do stopnia Komandora Legii Honorowej, następnie Nicolas Sarkozy 31 stycznia 2008 mianował ją Wielkim Oficerem Legii Honorowej. W Belgii, w 2005, została uhonorowana tytułem Wielkiego Oficera w Orderze Korony.
Od 1993 mieszkała w domu emertalnym zakonu z Notre-Dame de Sion w Callian w departamencie Var. Została pochowana przez niewielkie grono osób, zgodnie z jej wolą, 22 października na cmentarzu Callian. Tego samego dnia w Paryżu w katedrze Notre-Dame miała miejsce uroczysta msza żałobna w jej intencji. Następnego dnia, 23 października, w Brukseli w katedrze Saints Michel et Gudule, została odprawiona msza św. upamiętniająca zmarłą. Teksty i pieśni liturgiczne zostały wybrane przez siostrę Emmanuellę kilka miesięcy wcześniej, na uczczenie jej setnych urodzin. Król Albert II Koburg, jak również książę Laurent i księżniczka Klara asystowali w ceremonii. Pieśni zostały wyśpiewane przez scholę belgijską. Większość jego członków tworzy część Stowarzyszenia belgijskiego „Przyjaciele Siostry Emmanuelli”. Wspomnienia Siostry Emmanuelli zostały wydane w książce „Wyznania zakonnicy” 23 października 2008, redagowane od 20 lat i opublikowane, zgodnie z jej ostatnim życzeniem, po jej śmierci.
Siostra Emmanuella była postacią bardzo lubianą przez opinię publiczną, dzięki zaangażowaniu w sprawy humanitarne, swojej osobowości, żywiołowemu charakterowi i szczerości, często kontrastującym z oficjalnym tonem Kościoła, oraz dzięki prostocie podobnej do tej, którą miał Abbé Pierre czy Matka Teresa z Kalkuty. Ponadto stała się osobą bardzo medialną, stworzyła sobie charakterystyczny wizerunek siostry w bluzie i trampkach, niezmiennie zwracającej się per „ty” do wszystkich polityków i dziennikarzy.

## Zrzeszenia i fundacje

### Przyjaciele Siostry Emmanuelli
W celu wspierania swojej pracy humanitarnej w Egipcie i w innych krajach (Senegal, Liban, Sudan), siostra Emmanuella założyła dwa stowarzyszenia, „Przyjaciele siostry Emmanuelli” w 1980 oraz ASMAE w 1985, które połączyły się w 1987.

### Fundacja Siostry Emmanuelli
Fundacja utworzona w 1993 z inicjatywy „Przyjaciół Siostry Emanueli” i Uniwersytetu Katolickiego w Louvain. Przyznaje co dwa lata nagrodę za pracę prowadzoną w duchu Siostry Emmanuelli na rzecz kobiet, dzieci i ubogich.